# Ada Rogato

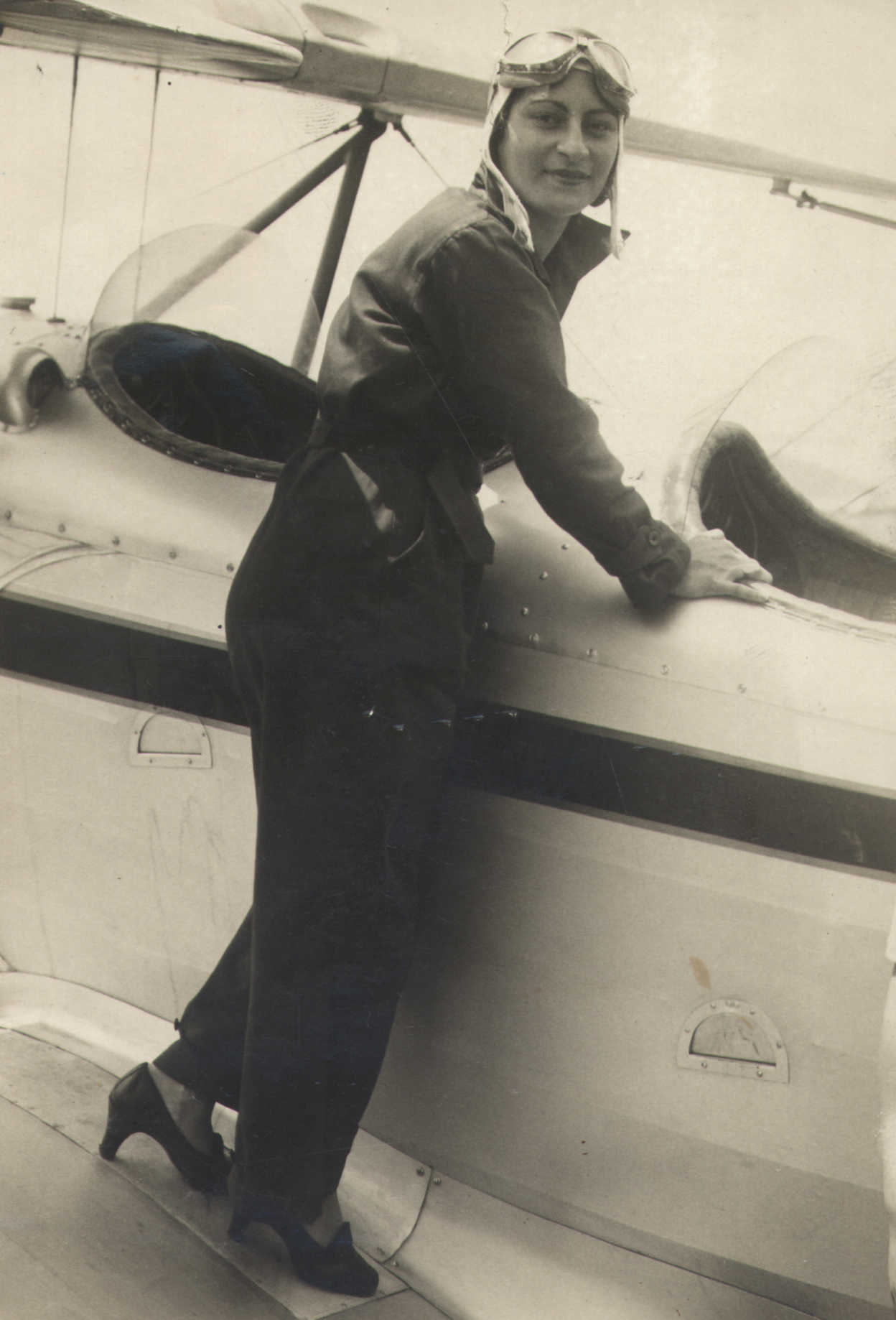
Ada Rogato, 1936

Ada Leda Rogato (* 22. Dezember 1910 in São Paulo, Brasilien; † 15. November 1986 ebenda) war eine brasilianische Pilotin. Sie war die erste Segelfliegerin in Südamerika und die dritte Flugzeugpilotin in Brasilien. Sie war die erste Brasilianerin, die eine Fallschirmspringerlizenz erhielt und weltweit die erste, die einen nächtlichen Fallschirmsprung in die Gewässer der Guanabara-Bucht machte.

## Leben und Werk
Rogato war die einzige Tochter der italienischen Einwanderer Guilherme Rogato und Maria Rosa Grecco Rogato. Als sich ihre Eltern trennten, half sie ihrer Mutter ihren Lebensunterhalt mit dem Sticken von Aussteuerstücken zu verdienen. Sie entwickelte schon in jungen Jahren ein starkes Interesse am Fliegen und schrieb sich mit dem Geld, das sie durch den Verkauf von Stickereien und Kunsthandwerk verdiente, beim Flying Club von São Paulo ein. Sie erwarb 1935 ihren Segelfliegerschein der Klasse C und war damit die erste Südamerikanerin, die diese Art von Zertifizierung erlangte. Nachdem sie im darauffolgenden Jahr mehr Unterricht genommen hatte, wurde sie die dritte lizenzierte Flugzeugpilotin in Brasilien.
1940 begann sie ihre berufliche Laufbahn als Stenotypistin am Instituto Biológico. 1942 schrieb sie sich an der Escola Livre da Sociedade de Pilotagem de São Paulo ein. Sie wurde Fliegerin und die erste südamerikanische Fallschirmspringerin und unterrichtete auch Kurse in dieser Disziplin. Anschließend arbeitete sie als Testpilot für in Brasilien gebaute Leichtflugzeuge. Sie nutzte ihre Fähigkeiten, um an Flugshows teilzunehmen, bei denen sie Akrobatik und Fallschirmsprünge vorführte. Nach einem Fallschirmsprungkurs im Jahr 1941 wurde sie Brasiliens erste Fallschirmjägerin. 1942 feierte sie zusammen mit fünf anderen Fallschirmspringern des Aeroclube de São Paulo den ersten gemeinsamen Nachtsprung in der Guanabara-Bucht in Rio de Janeiro.
Dieser Erfolg führte dazu, dass das brasilianische Luftfahrtministerium sie als Ausbilderin an seiner Technischen Luftfahrtschule einstellte. Nach dem Eintritt Brasiliens in den Zweiten Weltkrieg flog Rogato nicht weniger als 213 Patrouillenflüge an der Küste des Bundesstaates São Paulo. Dieser Kriegsdienst veranlasste die brasilianische Luftwaffe, ihr als erste Person die Auszeichnung Pilot in Honoris Causa zu verleihen.
1948 rekrutierte das Instituto Biológico sie aufgrund ihrer Fähigkeiten und mehr als 1200 Flugstunden für das Versprühen von Insektiziden auf den Kaffeeplantagen der Region, die von Käfern aus der Familie der Ptinidae befallen waren. Sie war die erste Brasilianerin, die als Agrarpilotin diente.

## Pionierflüge

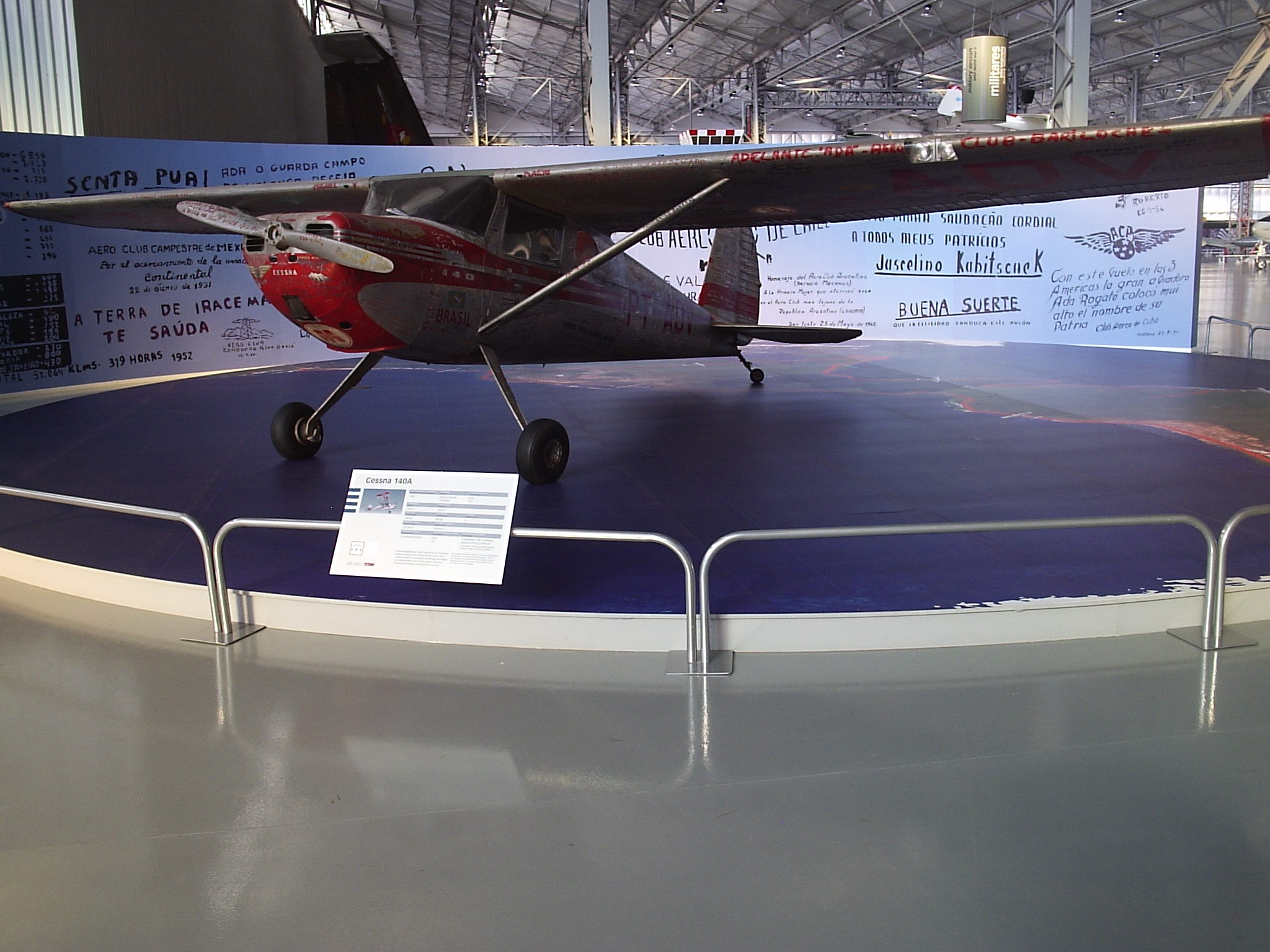
Cessna 140A, mit der Rogato allein nach Paraguay, Argentinien, Chile und Uruguay auf einer Reise von 11.200 km in 116 Stunden flog

1950 überquerte Rogato auf eigene Kosten nach Paraguay, Argentinien und Chile die Anden in einem in Brasilien gebauten zweisitzigen Paulistinha-Flugzeug namens „Brasileirinho“ und erhielt dafür eine Luftfahrt-Verdienstmedaille. 1951 unternahm sie einen Flug um Amerika und legte in 236 Stunden insgesamt fast 40.000 km zurück. Sie besuchte 17 Länder und war die erste Südamerikanerin, die eine solche Reise unternahm.
Rogato stellte einen neuen Rekord auf, als sie ein in den USA gebautes leichtes Mehrzweckflugzeug Cessna 140 sechs Monate lang von Feuerland an der südlichsten Spitze des südamerikanischen Festlandes nach Anchorage, Alaska, flog. Diese Reise von insgesamt 51.064 Meilen (82.179,5 km) ging als längster Alleinflug bis zu diesem Zeitpunkt. Nachdem Rogato Anchorage erreicht hatte, flog sie nördlich des Polarkreises zum Flughafen Fort Yukon in Alaska. Anschließend kehrte sie über Kanada, die Vereinigten Staaten, Kuba, Haiti, die Dominikanische Republik, Trinidad, Venezuela und Guayana nach Brasilien zurück.
1952 flog sie mit ihrem Flugzeug alleine nach La Paz, 4.071 m hoch, und erhielt dort die Auszeichnung Kondor der Anden, da bis dahin noch kein Pilot versucht hatte, mit einem Flugzeug mit so geringer Leistung in dieser Höhe zu landen. Für diese Leistung erhielt sie auch die Auszeichnung der bolivianischen Luftwaffe.
1956 legte sie sie im Auftrag der Regierung von São Paulo in einem kleinen Flugzeug ohne Funkgerät und allein in 163 Flugstunden 25.057 Kilometer zurück. Sie flog mit ihrer Cessna über unerforschte Teile des Mittleren Westens, landete auf Flugplätzen in neu erschlossenen Wäldern und besuchte mehrere Indianerdörfer. Sie war die erste Frau, die in einem kleinen Flugzeug allein über den Amazonas-Dschungel flog.
Als erste Frau erreichte sie 1960 Ushuaia in Feuerland, die südlichste Stadt der Welt.
Von 1980 bis zu ihrem Tod war sie Direktorin des Museums für Luft- und Raumfahrt von São Paulo.
Rogato starb im Alter von 76 Jahren in São Paulo.
Rogatos Medaillen und ihre Cessna sind seit 2012 im Museu TAM in São Carlos ausgestellt.

## Ehrungen (Auswahl)
- 1951: Großoffizierin des Orden Bernardo O’Higgins
- 1952: Kondor der Anden
- 1954: Paul Tissandier Diploma of Merits in Aviation, französische Organisation Aeronautics International
- 2000: brasilianische Briefmarke zum 50. Jahrestag von Rogatos Flug über die Anden[7]
- Ein Platz in der Region Lapa und eine Straße in Ribeirão Preto sind ihr zu Ehren benannt.